# Lorenz Heister
Lorenz Heister ( latinizado: Laurentius Heister) (Fráncfort del Meno, 19 de septiembre de 1683 - Bornum am Elm, 18 de abril de 1758) fue un notabilísimo anatomista, cirujano y botánico alemán.

## Biografía
De 1702 a 1706 estudia en las Universidades de Giessen y de Wetzlar, para más tarde irse a Ámsterdam donde estudia Anatomía con Frederik Ruysch (1638-1731). En el verano de 1707 será Asistente Médico en los Hospitales de campaña de Bruselas y de Gante, durante las duras jornadas de la Guerra de Sucesión Española, que había dado comienzo en 1701 y duró hasta 1714. Luego va a Leiden ampliando sus estudios de anatomía junto a Bernhard Siegfried Albinus (1653-1721) y a Govert Bidloo (1649-1713), y concurrió a las enseñanzas de Química y de enfermedades oculares, de Hermann Boerhaave (1668-1738).
En 1708 defiende su doctorado en la Universidad de Harderwijk, y un año más tarde se reengancha en la Armada de los Países Bajos como cirujano de campo, participando así en las batallas de Oudenarde y de Malplaquet.
En 1711 obtiene por oposición el profesorado de Anatomía y Cirugía en la Universidad de Altdorf, y en 1720 es profesor de Anatomía y Cirugía en la de Helmstädt, donde permanecerá por el resto de su vida. Además de su numerosa obra escrita, su más conocida es Chirurgie, que sería traducida a varios idiomas. Este libro básicamente de cirugía fue extensamente trabajado en Japón, y siguió siendo un texto de base en Viena hasta 1838. También, su Jardín botánico en Helmstädt fue considerado uno de los más bellos de Alemania.
En 1718, Heister se acreditó la acuñación del término "traqueotomía", siendo el primero en estudiar la patología de la apendicitis.

## Honores

### Eponimia
Géneros (como Heisteria, incluyendo al genial Linneo)
- (Liliaceae) Heisteria  Fabr. 1763
- (Olacaceae)  Heisteria Jacq. 176
- (Polygalaceae)  Heisteria L. 1758

y las válvulas espirales de Heister

## Algunas publicaciones
- Compendium anatomicum, publicado en 1721, 10 ediciones
- Chirurgie, publicado en 1739, 15 ediciones
- Institutiones chirurgicae, 1749[1][2]
- La abreviatura «Heist.» se emplea para indicar a Lorenz Heister como autoridad en la descripción y clasificación científica de los vegetales.[3]